# رغبة تحت شجرة الدردار
"الرغبة تحت شجرة الدردار" هي مسرحية كُتبت عام 1924 بقلم يوجين أونيل. ومثل مسرحيته "الحِداد يصبح كهرباء"، تمثل "الرغبة تحت شجرة الدردار" محاولة من أونيل لتكييف عناصر الحبكة ومواضيع المأساة اليونانية في إطار ريفي بولاية نيو إنجلاند. استُلهمت المسرحية من أسطورة فيدرا، و هيبوليتوس ، و ثيسيوس. وقد تم إنتاج نسخة سينمائية منها في عام 1958، كما وُضعت لها معالجة أوبرالية من قِبل إدوارد توماس.

## نبذة عن الرواية
تدور المسرحية في مزرعة ريفية تعود للوالد العجوز "إيبنزر كابوت"، وهو رجل قاسٍ واستبدادي يهيمن على أبنائه. بعد وفاة زوجته، يتزوج امرأة شابة تُدعى "آبي"، والتي تسعى للسيطرة على البيت والميراث. ومع الوقت، تنشأ علاقة محرّمة بين آبي والابن الأصغر "إيبن"، الذي يرى في آبي تعويضًا عن الحب الأمومي المفقود، بينما ترى هي فيه شابًا يعوّض وحدتها.
تنجب آبي طفلًا وتدّعي أنه من إيبنزر، لكن الحقيقة تتكشف، مما يقود إلى مأساة: آبي تقتل الطفل لإثبات حبها لإيبن، وهو بدوره يشعر بالذنب والاشمئزاز، فيسلم نفسه للشرطة معها. تنتهي المسرحية بإحساس عميق بالذنب والمأساة.

## الشخصيات
المقتطفات التالية مأخوذة من نص المسرحية:
- - إيبن كابوت (Eben Cabot):** يبلغ من العمر خمسةً وعشرين عامًا، طويل القامة، نحيل وقوي البنية. وجهه متناسق وجذّاب، لكن تعبيره يحمل الامتعاض والدفاعية. عيناه المتحديتان الداكنتان تذكّران بعينَي حيوان بري في قفص. كل يوم هو قفص يجد نفسه محبوسًا فيه، لكنه في داخله لم يُخضع بعد. هناك حيوية عنيفة مكبوتة في داخله. شعره أسود، وله شارب وأثر رقيق من لحية مجعّدة. يرتدي ملابس عمل ريفية خشنة.

- - سيميون كابوت وبيتر كابوت (Simeon and Peter Cabot):** رجلان طويلان، يكبران أخاهما غير الشقيق بكثير (سيميون يبلغ 39 عامًا وبيتر 37 عامًا)، بُنيتهما أبسط وأكثر تماسكًا، جسداهما ممتلئان أكثر، وملامحهما أكثر بساطة وأقرب للبقر في وداعتها، لكنهما أدهى وأكثر واقعية. انحنت أكتافهما قليلًا بفعل سنوات العمل في الزراعة. يمشيان بخطوات ثقيلة بأحذيتهما ذات النعال السميكة المتسخة بالتراب. ملابسهما، ووجهيهما، وأيديهما، وذراعيهما العاريتين، وأعناقهما ملطخة بالتراب. ورائحتهما كأنها رائحة الأرض.

- - إفرايم كابوت (Ephraim Cabot):** يبلغ من العمر خمسةً وسبعين عامًا، طويل القامة وهزيل، يتمتع بقوة مركزة قاسية ومتوترة، لكن أكتافه منحنية من كثرة العمل. وجهه صلب كأنما نُحت من صخرة، ومع ذلك تظهر فيه مسحة من الضعف، وكبرياء صغير في قوته الضيقة. عيناه صغيرتان، متقاربتان جدًا، وقصيرتا النظر إلى حد كبير، تومضان باستمرار في محاولة لتركيز النظر، ويبدو فيهما جهدٌ داخلي مفرط وموتر. يرتدي بدلته السوداء الكئيبة الخاصة بيوم الأحد.

- - آبي بوتنام (Abbie Putnam):** تبلغ من العمر خمسةً وثلاثين عامًا، ممتلئة الجسم، مليئة بالحيوية. وجهها المستدير جميل، لكن تُشوّهه مسحة من الحسّية الفجّة. في فكها قوة وعناد، وفي عينيها إصرار قاسٍ، وفي شخصيتها عمومًا نفس السمة القلقة، الجامحة، واليائسة، الظاهرة بوضوح في شخصية إيبن.

- - فتاة شابة (Young Girl)**
  - فلاحان (Two Farmers)**
  - عازف كمان (The Fiddler)**
  - عمدة أو شريف البلدة (A Sheriff)**

## ملخص المسرحية
تدور أحداث المسرحية في مزرعة نائية في نيو إنجلاند خلال منتصف القرن التاسع عشر، وتتمحور حول الصراع العائلي على الأرض والميراث، في أجواء مشبعة بالتوترات النفسية والرغبات المكبوتة.
في بداية المسرحية، يظهر إيبن كابوت، الابن الأصغر للمزارع العجوز إيبنزر كابوت، غاضبًا وناقمًا على والده، الذي يعتبره قاسيًا وجشعًا. يشعر إيبن أن الأرض كانت ملكًا لأمه الراحلة، ويعتقد أن له وحده الحق فيها، بينما يغادر شقيقاه الأكبر سناً المزرعة بعد يأسهما من الحياة تحت سلطة الأب.
يفاجئ الأب الجميع بالعودة إلى المزرعة ومعه زوجة شابة وجميلة تُدعى آبي، تصغره بسنوات كثيرة. وسرعان ما تتضح نوايا آبي، التي تسعى للحصول على الميراث عن طريق السيطرة على المزرعة، مما يشعل صراعًا غير مباشر بينها وبين إيبن.
مع مرور الوقت، ينشأ انجذاب محرم بين آبي وإيبن، يتحوّل إلى علاقة حب مشبوبة بالرغبة والتمرد، ويتّحدان ضد الأب العجوز. تنجب آبي طفلًا وتدّعي أنه ابن إيبنزر كي تضمن الميراث، لكن حين تعلم أن إيبن يشكك في حبها له، ترتكب جريمة مأساوية بقتل الرضيع كي تثبت لإيبن إخلاصها.
حين تكتشف الحقيقة، ينهار إيبن تحت وطأة الذنب، ويقرر الاعتراف بالجريمة وتسليم نفسه للعدالة إلى جانب آبي. وتنتهي المسرحية باعتراف الاثنين، في مشهد يُجسّد المأساة والقدر، ويعكس صراع الإنسان مع الرغبة، والذنب، والميراث العائلي الثقيل.

## فصول الرواية
- - الفصل الأول، المشهد الأول**

تبدأ المسرحية أمام مزرعة في نيو إنجلاند عند غروب شمس يوم صيفي من عام 1850. يدخل "إيبن كابوت" ويقرع الجرس لينادي إخوتَه غير الأشقاء "سيميون" و"بيتر"، اللذين يظهران بعد أن يعود إيبن إلى الداخل. يناقش الأخوان فكرة الذهب في الغرب والمخاطرة بترك ما عملا من أجله. يتدخّل إيبن من النافذة ليقول إن والدهما لم يغادر المزرعة منذ أكثر من ثلاثين سنة. يقرران أنه لا يمكنهما الذهاب غربًا حتى يموت والدهما. يفصح إيبن عن أمنيته بأن يموت والده، ثم يعود الجميع إلى الداخل لتناول العشاء بينما تتوارى الشمس في الأفق.
---
- - الفصل الأول، المشهد الثاني**

في مطبخ المزرعة، يتناول الإخوة الثلاثة العشاء. يوبّخ "سيميون" و"بيتر" إيبن لأنه تحدث بالسوء عن والدهما. ينفجر إيبن كاشفًا عن كراهيته لأبيه لأنه يحمّله مسؤولية وفاة أمه، ويؤكد أنه يحمل دم أمه، لا أبيه. يلوم إخوتَه أيضًا لأنهم لم يدافعوا عنها. يغادر بعد ذلك لزيارة "مين"، بائعة الهوى التي يتردد عليها. وحين يغادر، يلاحظ الأخوان أن فيه شبهًا كبيرًا بأبيه.
---
- - الفصل الأول، المشهد الثالث**

يعود إيبن متأخرًا ويوقظ إخوته ليخبرهم أن والده قد تزوج امرأة تبلغ من العمر 35 عامًا وهو في طريقه للعودة. يدرك سيميون وبيتر أن المزرعة ستؤول إلى الزوجة الجديدة، فيقرران الذهاب غربًا. إيبن، الذي يعتبر المزرعة إرث أمه، يعرض عليهما شراء نصيبهما مقابل 300 دولار لكل منهما. يترددان إلى أن يريا المال ويريا الزوجة الجديدة. لكن ما إن يغادر، يقرران التوقف عن العمل بالمزرعة.
---
- - الفصل الأول، المشهد الرابع**

يعترف الأخوان لإيبن بأنهما لن يعملا بعد الآن، فيذهب ليحلب الأبقار بينما يتجه الأخوان إلى السكر. يلمح إيبن والده وزوجته الجديدة قادمين. يقرر سيميون وبيتر الرحيل ويوقّعان على أوراق التخلي عن المزرعة لإيبن. يخرجون ساخرين من أبيهم وزوجته "آبي"، ويغادران إلى كاليفورنيا. تبدأ آبي في استكشاف المنزل وتلتقي بإيبن، ويشعران بانجذاب متبادل، لكن سرعان ما يتشاجران حول مستقبل المزرعة. تنتهي المشهد بكلمات قاسية بين إيبن وأبيه "إفرايم".
---
- - الفصل الثاني، المشهد الأول**

بعد شهرين، تحاول آبي إغواء إيبن وهو في طريقه لزيارة "مين"، لكنه يرفض لأنها لا تهمّه بقدر اهتمامه بامتلاك المزرعة. يدخل إفرايم وقد تغيّر، صار أكثر لطفًا ويقبل فكرة أن يمتلك إيبن المزرعة. تغتاظ آبي وتدّعي أن إيبن كان يشتهيها، فيفكر إفرايم بطرده، لكن آبي تقنعه بأن إيبن ضروري للعمل. تقترح عليه أن ينجبا ولدًا، ووعدها بأنه سيمنحها المزرعة إذا تحقق ذلك.
---
- - الفصل الثاني، المشهد الثاني**

في غرفة النوم، يتحدث إفرايم وآبي عن إنجاب ولد. يروي إفرايم كيف بنى المزرعة في عمر العشرين، وكيف عاش وحيدًا حتى مع زوجاته. لا تُبدي آبي اهتمامًا وتذهب إلى غرفة إيبن وتقبّله. رغم تردده، يضعف أمامها ويوافق على أن يواعدها في "غرفة الجلوس" المغلقة منذ وفاة أمه.
---
- - الفصل الثاني، المشهد الثالث**

يلتقي إيبن بآبي في غرفة الجلوس، ويتحدث عن أمه باكيًا. تعانقه آبي وتقول إنها قد تكون بمثابة أم جديدة له، وتطلب منه قبلة. يستسلم لها ويعترف أنه يحبها منذ أول لحظة رآها فيها.
---
- - الفصل الثاني، المشهد الرابع**

تودّع آبي إيبن وهو ذاهب إلى العمل، وتجبره على إعادة قسم الحب. يلتقي إيبن بأبيه ويطلب منه أن ينهي الخصومة بينهما، معتقدًا أن روح أمه استراحت لأنه انتقم من والده، ويغادر للعمل ضاحكًا.
---
- - الفصل الثالث، المشهد الأول**

ينظم إفرايم حفلة بمناسبة ولادة ما يظنه ابنه. تجلس آبي شاحبة لا تتحرك، وتبحث بعينيها عن إيبن. الضيوف يلمحون إلى أن المولود هو ابن إيبن، لكن آبي وإفرايم لا يدركان. تصعد آبي وتجد إيبن، يتبادلان القبلات وتقول إن الطفل يشبهه. إفرايم، القلق، يخرج لينام بين الأبقار.
---
- - الفصل الثالث، المشهد الثاني**

يلتقي إفرايم بإيبن ويخبره أن المزرعة لن تكون له بعد الآن لأنه صار لديه ابن. يعتقد إيبن أن آبي كانت تخدعه، فيواجهها. يقول إنه سيتركها، ولا يحبها، ويتهمها بأنها كاذبة وعاهرة. تصرخ وتسأله: إن كان هناك طريقة لتثبت له أنها لم تنجب الطفل لأجل المزرعة، فهل يحبها مجددًا؟ يقول نعم، لكن لا سبيل لذلك. فتعده بأنها ستجد طريقة، ويذهب ليسكر.
---
- - الفصل الثالث، المشهد الثالث**

في صباح اليوم التالي، يجلس إيبن في المطبخ وحقيبته جاهزة. تنزل آبي وتخبره بما فعلته لتثبت حبها: لقد قتلت الطفل. يجن جنونه، يشتمها، ويهرع لاستدعاء الشريف، فيما تنهار هي مغشيًا عليها.
---
- - الفصل الثالث، المشهد الرابع**

يستيقظ إفرايم، وتخبره آبي بأنها قتلت الطفل وأنه لم يكن له. يصير كأنه منطفئ المشاعر، ويقول إنه ذاهب للعمل، مضيفًا أنها لو أحبته فقط، لحماها مهما فعلت. يعود إيبن معترفًا أنه ما زال يحب آبي، لكنه أخبر الشريف. يطلب أن يُحمَّل جزءًا من المسؤولية في الجريمة. ترفض آبي، لكنه يصرخ بذلك فور وصول الشريف. يُقتاد الاثنان معًا.

## التأثيرات في مسرحية "الرغبة تحت الدردار" – يوجين أونيل
---
- - المصدر الإغريقي: مأساة "هيبوليتوس" ليوربيديس**

استلهم يوجين أونيل مسرحيته *Desire Under the Elms* من عناصر الحبكة وشخصيات من مسرحية *هيبوليتوس* للشاعر الإغريقي يوربيديس. في تلك المأساة القديمة، تحاول "فيدرا"، زوجة "ثيسيوس"، إغواء ابن زوجها العفيف "هيبوليتوس". وبعد فشلها في ذلك، وتهديده بكشف أمرها، تقدم فيدرا على الانتحار وتترك رسالة تتهمه زورًا باغتصابها. وعندما يجد "ثيسيوس" الرسالة، يستشيط غضبًا، ويستخدم إحدى الأمنيات الثلاث التي وعده بها والده الإله بوسيدون، ليلعن ابنه بالنفي أو الموت. يُقتل هيبوليتوس في حادث مأساوي سببه ثور، لكن الإلهة "أرتميس" تظهر وتكشف الحقيقة لـ "ثيسيوس"، ليموت الابن بعد أن يغفر لأبيه.
في مسرحية أونيل، يقابل "إيبن" شخصية "هيبوليتوس"، و"آبي" تمثل "فيدرا"، بينما "إفرايم" يقابل "ثيسيوس". كلا العملين يدوران حول مثلث حب مأساوي بين أب، وابنه، وزوجة الأب، وتنبع المأساة في كل منهما من تصرفات الزوجة/زوجة الأب الخاطئة. في *هيبوليتوس*، يتمثل الخطأ في شهوة فيدرا وخداعها بالرسالة الكاذبة، أما في *Desire Under the Elms*، فإن أونيل يُصعّد من حدة الخطأ بجعل آبي لا تكتفي بإقامة علاقة مع إيبن، بل تُنجب منه وتقتل ابنها لاحقًا لتثبت حبها.
---
- - التأثيرات من أوغست ستريندبرغ**

إلى جانب التراث الإغريقي، يرى "موري هارتمن" في دراسته *Desire Under the Elms: In the Light of Strindberg’s Influence* أن أونيل تأثر بشكل كبير بأعمال الكاتب السويدي **أوغست ستريندبرغ**. يشير إلى أن كل عنصر تقريبًا في حبكة المسرحية يمكن تتبعه إلى أحد أعمال ستريندبرغ.
من بين الأعمال التي أشار إليها:
- *The People of Hemsö* (شعب هيمسو)
- *The Bridal Crown* (تاج العروس)
- *The Son of a Servant* (ابن الخادمة)
يشترك أونيل وستريندبرغ في جوانب سيرة ذاتية متشابهة، خصوصًا في علاقتهم المضطربة بآبائهم، والمشاعر المعقدة تجاه أمهاتهم. في *Desire Under the Elms*، يتجلى ذلك من خلال نظرة إيبن إلى أبيه "إفرايم" الذي يعتقد أنه "أرهق والدته حتى الموت"، ما يثير حنقه الدفين. كما أن المأساة تنبع من شعوره أن مكانة أمه قد سُلبت من قبل زوجة أبيه الجديدة، كما هو الحال في *ابن الخادمة*، حيث يتمحور السرد حول الإحساس بالخذلان من الأب وفقدان الأم.
---
- - خلاصة التفاعل بين التأثيرين**

يجمع أونيل في هذه المسرحية بين **البنية التراجيدية الإغريقية** التي تسلط الضوء على المصير والخطأ الأخلاقي، وبين **التحليل النفسي العميق لستريندبرغ**، الذي يركز على الصراع العائلي والمكبوتات النفسية. والنتيجة هي مأساة أمريكية جديدة، ذات جذور كلاسيكية وروح معاصرة، تجري أحداثها لا في قصور الملوك، بل تحت ظلال أشجار الدردار في ريف نيو إنجلاند.

## رمزية شجرة الدردار
- ترمز شجرة الدردار إلى القدر والمصير الحتمي، وظلالها الثقيلة توحي بأن قوى أكبر من الشخصيات تهيمن على مصائرهم، تمامًا كما في المآسي اليونانية.

- كما تمثل أيضًا البيت/الأرض، الذي يتصارع عليه الجميع كرمز للانتماء والسلطة.

## الاقتباسات
- تم تحويل المسرحية إلى عدة أفلام، أبرزها فيلم عام 1958 من بطولة صوفيا لورين وأنثوني بيركنز، الذي لاقى نجاحًا جماهيريًا رغم التحفظات الرقابية.

- أُنتجت أيضًا عدة عروض مسرحية حديثة تعتمد إعادة تأويل النص بصريًا ونفسيًا، خصوصًا ضمن المسرح الحديث في الولايات المتحدة وأوروبا. وقد تم تحويل رغبة تحت شجرة الدردار إلى عدة أفلام، أبرزها النسخة السينمائية الصادرة عام 1958، من إخراج ديلبرت مان، وبطولة صوفيا لورين في دور "آبي" وأنثوني بيركنز في دور "إيبن". وقد أثار الفيلم اهتمامًا واسعًا بسبب قوة الأداء وتناول القضايا الأخلاقية المعقدة، وحقق نجاحًا جماهيريًا رغم تعرضه لرقابة جزئية بسبب جرأة مضمونه في تلك الحقبة. إضافة إلى ذلك، شهدت المسرحية العديد من الإنتاجات الحديثة في الولايات المتحدة وأوروبا، حيث عمد مخرجون معاصرون إلى إعادة تأويل النص من منظور بصري ونفسي جديد، مع التركيز على الصراعات الداخلية للشخصيات وعلاقتها بالمكان والرموز.

## الجدل والتلقي النقدي
أثارت مسرحية رغبة تحت شجرة الدردار جدلاً واسعًا عند صدورها، نظرًا لتناولها علاقة محرّمة بين امرأة وزوج ابن زوجها، ما اعتُبر جريئًا وصادمًا للذوق العام في عشرينيات القرن العشرين. وقد واجهت المسرحية انتقادات أخلاقية شديدة، ورافقتها تحفظات رقابية في بعض العروض. ومع ذلك، لاقت إشادة كبيرة من النقاد، الذين رأوا فيها عملاً مسرحيًا متفردًا من حيث كثافتها الرمزية، والتحليل النفسي العميق للشخصيات، إضافة إلى استلهامها للبنية التراجيدية الكلاسيكية ضمن سياق أمريكي محلي، مما منحها مكانة متميزة في تطور المسرح الأمريكي الحديث، وأكّد براعة يوجين أونيل في تجسيد الصراع الإنساني بأبعاده الأخلاقية والوجودية
إلى جانب الجدل الأخلاقي الذي أثارته المسرحية، اعتُبرت رغبة تحت شجرة الدردار تحولًا مفصليًا في تاريخ المسرح الأمريكي، إذ أنها مزجت بين التراث الإغريقي الكلاسيكي والواقع الريفي الأميركي بشكل غير مسبوق. كما تميّزت بطرحها لموضوعات متعددة